# Black Star (cosmético)
Black Star é uma linha de cosméticos lançado pela canadense Avril Lavigne lançado oficialmente em 7 de março de 2009. Foi criado sob licença da Procter & Gamble Prestige, e é composto de rosa hibisco, ameixa preta e chocolate escuro. Este perfume está disponível em 15, 30, 50 e 100ml. Ele foi lançado em 2009 na cidade de Londres, na Europa e, depois nos Estados Unidos e Canadá.
Além desse perfume Avril ainda inclui sua marca em sabonete, sabonete líquido, hidratante, creme pós-barba e óleo de banho. Avril também ofereceu a imprensa uma visualização do seu vestuário linha, Abbey Dawn, atualmente disponível nos EUA e Japão e em expansão para a Europa. E para a divulgação do produto, Lavigne fez um comercial de sua fragrância.
Black Star está indicada na premiação America's Annual FiFi, considerada o "Oscar da perfumaria". Ela está disputando na categoria de Woman's Popular Appeal junto com os artistas Hallle Berry, Mariah Carey e Faith Hill. O evento será realizado pela The Fragrance Foundation, em Nova Iorque em 10 de junho de 2010.

## História

### Criação
Em uma entrevista para o site Bella Sugar, Avril descreveu como criou a marca, dizendo que demorou aproximadamente dois anos para que pode ter a oportunidade com a Procter e Gamble de colocar em prática sua ideia. Ela e a empresa participou de todos os detalhes do design da caixa, do vidro e do cheiro. A letra da música que toca no comercial foi Lavigne quem o compôs com uma mensagem Be Your Own Star ou por tradução livre "seja sua própria estrela." O modelo do vidro de perfume "Black Star", segundo Avril, veio de seu gosto por estrelas.

### Divulgação e lançamento
Black Star foi lançado na Cooper Square Hotel, no centro de Nova Iorque. O evento ocorreu na cobertura do hotel. O salão foi decorada com cores favoritas de Avril, rosa e preto em vasos sobre a mesa, enquanto tinha almofadas rosa e sofás branco leitoso. Esta combinação de cor foi o que inspirou a embalagem e o frasco do perfume que Avril trabalhou no desenvolvimento. Na Austrália o perfume foi lançado oficialmente para vendas em outubro de 2009, a loja Myer, localizado em Melbourne. Para a comercialização da marca e a sua estreia no país, a MTV da Austrália fez promoções em sua grade de programação. A canção "Black Star" foi composta especialmente para a marca em prol de divulgação. Foi também usada no quarto álbum de estúdio da cantora. A revista Billboard Brasil disse na resenha do álbum Goodbye Lullaby que essa canção é semelhante ao estilo da banda Coldplay.

### Opinião da crítica
Segundo o crítico do site Palacinka especializada em produtos de beleza, disse que o "Black Star" é uma fragrância nunca vista antes, e que antes o julgou como doce, porém disse que o cheiro é ideal para mulheres e adolescentes, e que a Avril descreveu o produto como "nervoso e feminino de uma forma divertida". E encerra que as formas geométricas "são muito divertidas e inovadoras". O site "Beyond Beauty Basics" fez criticas favoráveis aos produtos sobre o cheiro, que é uma fragrância "fresca, sexy e deliciosa".
O site americano "TBO.com" convocou alguns especialistas para uma matéria sobre perfumes de celebridades. Algumas fragrâncias foram analisadas pelos profissionais, incluindo "Black Star", de Avril Lavigne. O critico deu uma nota "B", e disse que ela não imaginava que fosse gostar de um perfume feito por uma jovem canadense. E afirma "Mas esse perfume é exuberante, floral e doce, mas não tão doce.Me faz lembrar de meus tempos de juventude quando o perfume que usava era "Sweet Honesty;", nada fantasioso ou "complicado", apenas feminino e engraçado." E continua: "Este não dura o quanto eu gostaria , mas o padrão das celebridades de hoje é uma barganha entre 29 e 39 dólares. É voltado mais para o público adolescente."

## Características e repercussão

### Conteúdo
A marca contém embalagens como um frasco de perfume de 100 e 15ml, desodorante de 100 e 150 ml um conjunto com o perfume e o desodorante. Há loção corporal de 200 e 50 ml. Verde pêra, flor de hibisco rosa, ameixa preta e chocolate são alguns dos aromas apresentados nas embalagens do Black Star.

### Prêmios e desempenho nas vendas
Black Star recebeu uma indicação na premiação America's Annual FiFi, considerada pela mídia o "Oscar da perfumaria". A fragrância está disputando na categoria de Woman's Popular Appeal junto com outros artistas como:Hallle Berry, Mariah Carey e Faith Hill. O evento foi realizado pela The Fragrance Foundation, em Nova Iorque em 10 de junho de 2010. A Cosmetic Executive Women (CEW), uma fundação criado em 1954, que promove a contribuição industrial de cosméticos femininos, também premiou Black Star na categoria de Women's Scent Mass, e a CEW disse que a garrafa da fragrância assume uma forma de estrela única e marcante, e foi projetado para capturar o estilo característico de Lavigne. O frasco é coberto com uma tampa negra, ajudando a trazer a visão de Avril.
Em 2009, a revista Vogue, fez um ranking dos perfumes mais vendidos no Reino Unido na qual "Black Star", com aproximadamente um ano do seu lançamento, ficou na 8ª posição no país.